# Saint-Thuriau
Saint-Thuriau è un comune francese di 1 975 abitanti situato nel dipartimento del Morbihan nella regione della Bretagna.

## Società

### Evoluzione demografica
Abitanti censiti